# Edox
Montres Edox et Vista SA (EDOX) (en español, Relojes Edox y Vista SA) es una empresa suiza de fabricación de relojes de pulsera de lujo, que opera bajo la denominación Era Watch Company. La empresa fue fundada en 1884 en Biena por Christian Ruefli-Flury, un relojero originario de Grenchen, Suiza. La compañía se ha mantenido de forma continua en el sector relojero desde su fundación.

## Historia
El relojero fundador de la empresa, Ruefli-Flury, utilizó la antigua palabra griega Edox como marca y diseñó el reloj de arena "1900" como símbolo visual de su firma. Robert Kaufman-Hug se hizo cargo de la empresa cuando Ruefli-Flury murió en 1921. Lideró la transición de la empresa de relojes de bolsillo hasta convertirse en el primer relojero exclusivamente de relojes de pulsera.
En 1955, la empresa empleaba a 500 personas y se trasladó a una nueva fábrica. La línea de relojes Delfin se lanzó en 1961, con dos fondos de caja, los primeros de la industria, para lograr altos estándares de protección contra golpes, resistencia al agua y robustez. La línea Hydrosub se lanzó en 1963, con el primer sistema de corona con anillo de tensión, que permite una impermeabilidad de hasta 500 metros. En 1965, Victor Flury-Liechti tomó el control de la empresa de su tío e invirtió en nuevas tecnologías de fabricación. Esto condujo al reloj Geoscope de 1970, el primer reloj que cubría todas las zonas horarias. En 1973, se lanzó la tercera generación del modelo Delfin. Utilizaba elementos del modelo Royal Oak de Audemars Piguet diseñado por Gerald Genta.
Con el auge de los relojes japoneses y la crisis del cuarzo en la década de 1970, la empresa se convirtió en una filial de la General Watch Company, una empresa subsidiaria de la ASUAG. Como parte de la reorganización resultante, Technos y Certina se transfirieron a la factoría de Edox en Biel/Biena. Al final de la recesión de la industria relojera suiza en 1983, Edox recuperó su independencia cuando la empresa fue vendida a Victor Strambini (propietario de Montres Vista SA) y se trasladó a Les Genevez, en la zona del macizo del Jura. Desde entonces, ha seguido siendo una empresa familiar. El Edox Les Bémonts Ultra Slim se lanzó en 1998. Con un grosor de su movimiento de 1,4 mm, todavía ostenta el récord del reloj con calendario más fino.
La línea Delfin se reinició en 2013 con un nuevo modelo basado en la edición de 1973. En 2014, la empresa celebró su 130 aniversario lanzando versiones actualizadas y de edición limitada de sus relojes Geoscope, Les Bémonts e Hydrosub.

## Patrocinios
La empresa ha patrocinado la Extreme Sailing Series, el Rally Dakar y también ha participado en el patrocinio y en el cronometraje oficial del Campeonato Mundial de Rally. La manufactura también produce relojes de buceo para Campeonato Mundial de Lanchas Motoras de la Clase 1.

## Usuarios célebres
Entre los usuarios destacados de relojes Edox se encuentran la nadadora olímpica Mireia Belmonte, los pilotos de carreras Benito Guerra Jr., Scott McLaughlin y Petter Solberg, así como los actores estadounidenses Andrew Garfield y Bruce Willis.

## Distribución y precio
La empresa produce entre 70.000 y 90.000 relojes al año, cada uno de los cuales se vendían en 2012 a un precio medio de entre 1.600 y 2.200 dólares estadounidenses.